# St. Marzellinus und Petrus
St. Marzellinus und Petrus (St. Marcellinus und Petrus bzw. St. Petrus und Marzellinus) steht für Kirchengebäude:
- St. Petrus und Marcellinus (Eußenheim), Bayern
- Evangelische Kirche (Hoch-Weisel), Hessen
- St. Marcellinus und Petrus (Seligenstadt), Hessen
- St. Petrus und Marzellinus (Trunstadt), Bayern
- St. Marzellinus und Petrus (Vallendar), Rheinland-Pfalz
- Umgangsbasilika Santi Marcellino e Pietro, Rom